# Пешков, Олег Анатольевич
Оле́г Анато́льевич Пе́шков (3 августа 1970, Косиха, Алтайский край, РСФСР, СССР — 24 ноября 2015, Горы Туркмен, Сирия) — российский военный лётчик, подполковник. Имел квалификацию лётчика-снайпера. Возглавлял службу безопасности полётов в Липецком авиацентре. С сентября 2015 года принимал участие в военной операции России в Сирии. 24 ноября 2015 года его самолёт был сбит турецким истребителем над горами Туркмен, Пешков и штурман Константин Мурахтин катапультировались, но по ним был открыт огонь с земли. В результате Олег Пешков погиб. Указом президента России от 25 ноября того же года Пешков удостоен звания Героя Российской Федерации.
17 ноября 2021 года состоялась премьера художественного фильма «Небо», сюжет которого навеян тяжёлой судьбой лётчика Олега Пешкова.

## Биография
Родился 3 августа 1970 года в селе Косиха Алтайского края. Через некоторое время семья переехала в Усть-Каменогорск, где Олег в 1985 году окончил восьмилетнюю школу. В 1987 году окончил с золотой медалью Свердловское суворовское военное училище, в 1991 году окончил с золотой медалью Харьковское высшее военное авиационное училище лётчиков им. С. И. Грицевца.
После училища начал службу лётчиком-инструктором на МиГ-21 на аэродроме Кант (Киргизская ССР), затем с 1992 по 1998 год проходил службу в авиационном гарнизоне Возжаевка (Амурская область) в разведывательном авиационном полку, служил командиром эскадрильи в Приморском крае.
С 2009 года возглавлял службу безопасности полётов в 4-м Государственном центре подготовки авиационного персонала и войсковых испытаний Министерства обороны Российской Федерации. С отличием окончил Военно-воздушную академию имени Гагарина. За время службы освоил пять типов самолётов. Налетал 1750 часов. Армейская квалификация — военный лётчик-снайпер.

### Обстоятельства гибели
24 ноября 2015 года в качестве командира экипажа фронтового бомбардировщика Су-24М ВКС России с бортовым номером 83 совершал боевой вылет в Сирии в составе пары с задачей нанесения бомбового удара. Бомбардировщик Су-24М был сбит ракетой «воздух-воздух» с истребителя F-16C ВВС Турции в районе сирийско-турецкой границы в провинции Латакия и упал на сирийской территории. Экипаж бомбардировщика сумел катапультироваться.
Пешков погиб во время приземления с парашютом в результате обстрела с земли боевиками, причислявшими себя к турецкой ультраправой организации «Серые волки», ответственность за убийство на себя взял глава организации Алпарслан Челик. Сразу после гибели лётчика в интернете были размещены видеозаписи боевиков с телом погибшего Олега Пешкова. 31 марта 2016 года боевик с 14 сообщниками был задержан турецкой полицией в Измире.
Огонь, который вёлся по приземляющимся на парашютах лётчикам, является прямым нарушением пункта 1 42-й статьи Протокола I Женевских конвенций 1949 года, который гласит: «Ни одно лицо, покидающее на парашюте летательный аппарат, терпящий бедствие, не подвергается нападению в течение своего спуска на землю» (этот протокол не подписан Турцией). Штурман экипажа капитан Константин Мурахтин приземлился вне зоны обстрела и был эвакуирован специальными подразделениями российских и сирийских вооружённых сил на авиабазу Хмеймим.
29 ноября 2015 года тело Олега Пешкова было доставлено в морг в турецкой провинции Хатай, после чего отправлено самолётом в Анкару. По результатам вскрытия, российскими медэкспертами установлено, что смерть Олега Пешкова наступила 24 ноября 2015 года в период между 10:00 и 11:30 утра по московскому времени, на теле было обнаружено восемь пулевых ранений и множественные гематомы.

### Похороны
30 ноября 2015 года гроб с телом Олега Пешкова был принят представителями Министерства обороны РФ и российскими дипломатами в военном госпитале Анкары и доставлен в Россию спецрейсом военно-транспортной авиации Министерства обороны России на аэродром «Чкаловский». В воздушном пространстве Российской Федерации самолёт с телом Олега Пешкова сопровождал эскорт истребителей.
Похоронен Олег Пешков был 2 декабря 2015 года на Центральной аллее городского кладбища Липецка с воинскими почестями.

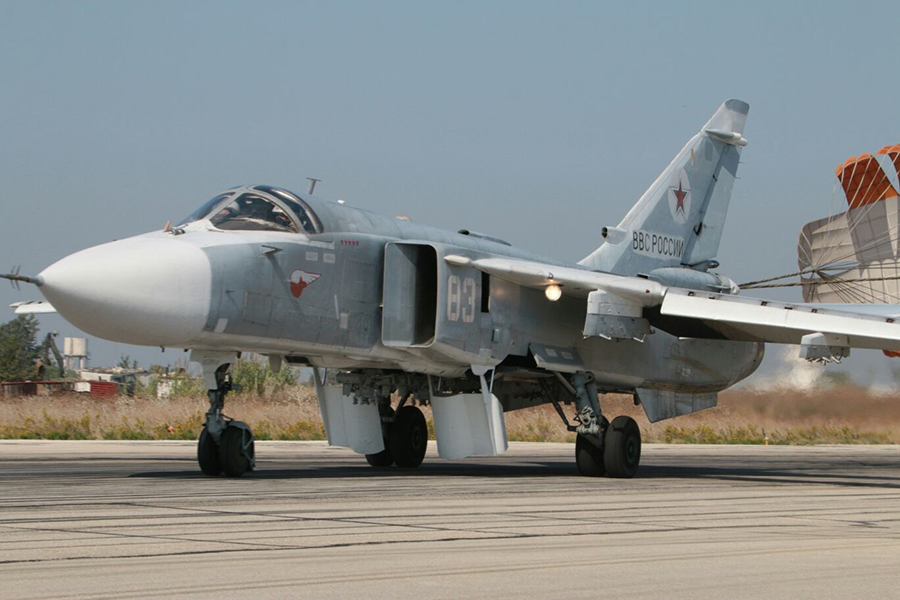
Су-24М подполковника Пешкова. Авиабаза Хмеймим, 7 ноября 2015 года
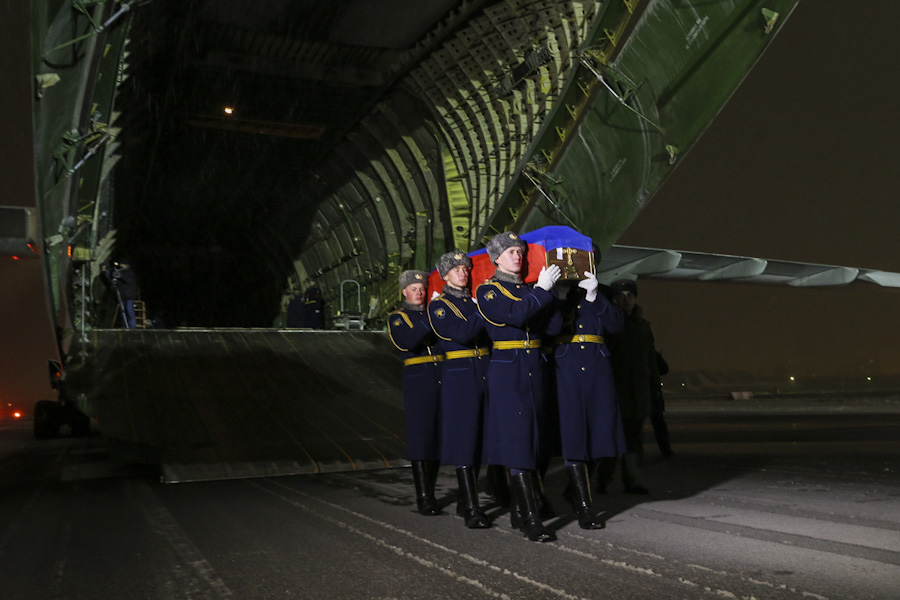
Аэродром «Чкаловский». 30 ноября 2015 года
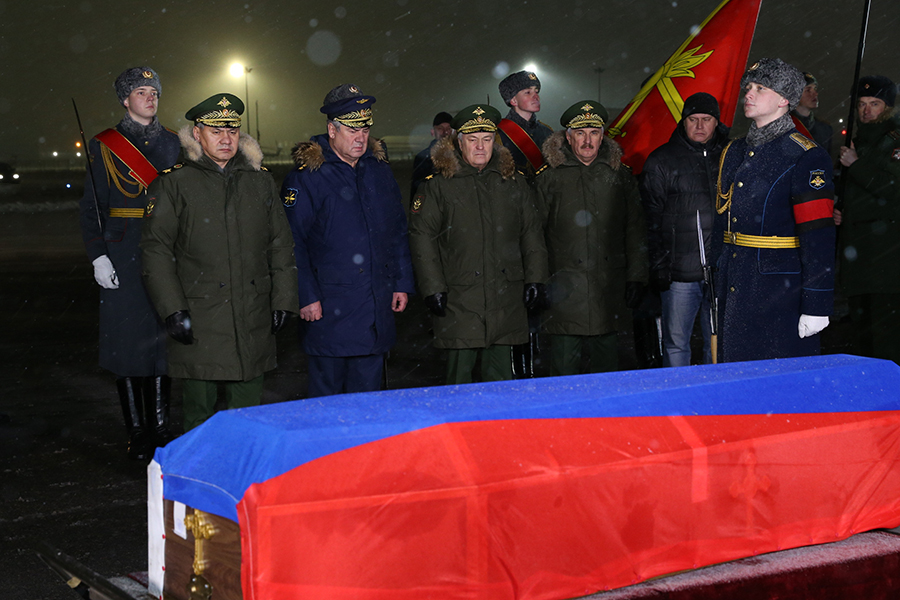
Аэродром «Чкаловский». 30 ноября 2015 года
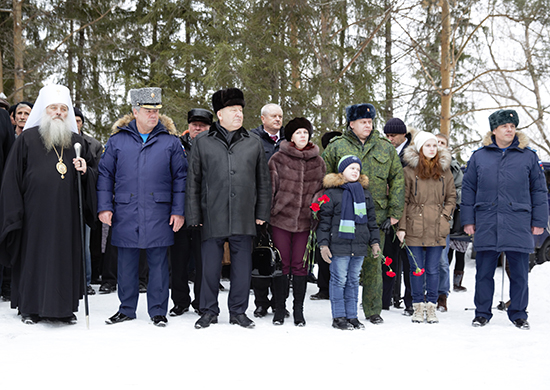
Константин Мурахтин, брат, вдова, дочь и сын Олега Пешкова (на фото справа). 13 февраля 2016 года

## Награды
Награды России

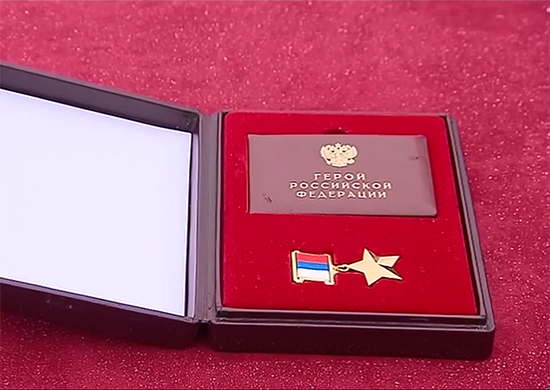
Медаль «Золотая Звезда» и удостоверение к награде Олега Пешкова

- Указом Президента Российской Федерации № 574[6] от 25 ноября 2015 года за героизм, мужество и отвагу, проявленные при исполнении воинского долга, Олегу Анатольевичу Пешкову присвоено звание Героя Российской Федерации (посмертно)[1][23][24]. Звезду Героя Российской Федерации, присвоенную Олегу Пешкову, главнокомандующий ВКС России генерал-полковник Виктор Бондарев передал 1 декабря 2015 года в Липецке вдове Олега Пешкова[25].
- Медаль «За воинскую доблесть» II степени
- Медаль «За отличие в военной службе» I, II и III степени
- Медаль «200 лет Министерству обороны»
- Медаль «70 лет Вооружённых Сил СССР»
- Медаль «100 лет военно-воздушным силам»

Награды Сирии
- Орден Преданности I класса (посмертно)[26][27]
- Медаль «Боевое содружество»[26]

## Семья
Отец — Анатолий Григорьевич Пешков, мать — Ольга Ильинична.
Младший брат Павел — подполковник Войск национальной гвардии России.
У Олега Пешкова остались жена Гелена Юрьевна, дочь (1999 года рождения) и сын (2007 года рождения).

## Память
В России

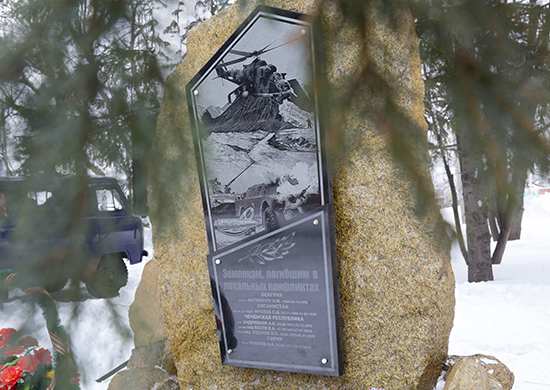
Мемориальная плита в Косихе

На родине героя в селе Косиха Алтайского края, на мемориале Воинской славы Возжаевки Белогорского района Амурской области, где служил Олег Пешков, и в Барнауле на здании краеведческого музея установлены мемориальные плиты. Памятник Олегу Пешкову, изготовленный на средства военнослужащих и жителей Приамурья, установлен в авиационном гарнизоне Возжаевка Амурской области, где он проходил службу. Мемориальные доски установлены на федеральной трассе «Амур» у села Возжаевка и на здании Екатеринбургского суворовского военного училища, где учился Олег Пешков. С 24 ноября 2016 года навечно зачислен в список личного состава пятой роты Екатеринбургского суворовского военного училища.
В городе Арсеньев Приморского края установлен мемориал Олега Пешкова. Именем Олега Пешкова планируется назвать улицы в Челябинске, Симферополе и Тамбове. Именем Олега Пешкова в 2018 году названа улица в новом микрорайоне Кошелев Парк поселка Стройкерамика, Самарской области. Также общественные организации предлагают назвать именем Пешкова одну из улиц в Елецком микрорайоне Липецка и 7-й Ростовский переулок в Москве, где находится посольство Турции.
Власти Липецкой области планируют оказать всестороннюю помощь семье Пешкова. Школа № 30 в Липецке носит имя Героя России Олега Пешкова, в ноябре 2017 года на территории школы установлен бюст.
Сослуживцы по авиационной группе ВВС России в Сирии обратились к командованию ВВС РФ с инициативой присвоения одному из бомбардировщиков Су-24М авиабазы Хмеймим имени Олега Пешкова. В итоге было принято решение назвать именем погибшего лётчика Су-34 с бортовым номером 10. Также именем Олега Пешкова назван рейсовый автобус в Иркутске.
Губернатор Алтайского края А. Б. Карлин учредил три именные стипендии имени О. Пешкова, предназначенные для обучающихся в Алтайской школе-интернате с первоначальной лётной подготовкой. Губернатор также внёс в администрацию Косихинского района предложение о присвоении имени Героя одной из улиц села Косиха.
Учащиеся Екатеринбургского суворовского военного училища, которое О. А. Пешков окончил в 1987 году, совершают прыжки с парашютом памяти его героического подвига. Каждый участник награждается памятной медалью «Прыжок памяти Героя РФ Пешкова О. А.»
В 2021 году на экраны вышел художественный фильм «Небо», прототипом главного героя которого, Олега Сошникова, стал Пешков (роль исполнил Игорь Петренко).
В мае 2023 года имя Олега Пешкова присвоено созданному в Липецкой области новому артиллерийскому дивизиону.
За рубежом
Имя Олега Пешкова носит улица на российской авиабазе Хмеймим в Сирии. 23 февраля 2021 года, в День защитника отечества, на авиабазе торжественно открыт бюст героя.
На одном из домов в городе Нови-Сад (Сербия) в декабре 2015 года нанесено граффити с портретом Олега Пешкова.
В марте 2016 года турецкий поэт Хюсейн Хайдар написал стихотворение «Извинения великому русскому народу», в котором выразил соболезнования матери Олега Пешкова.
В декабре 2016 года руководством Сербии в дар семье Пешкова передана офицерская сабля.